# Torsten Hammann

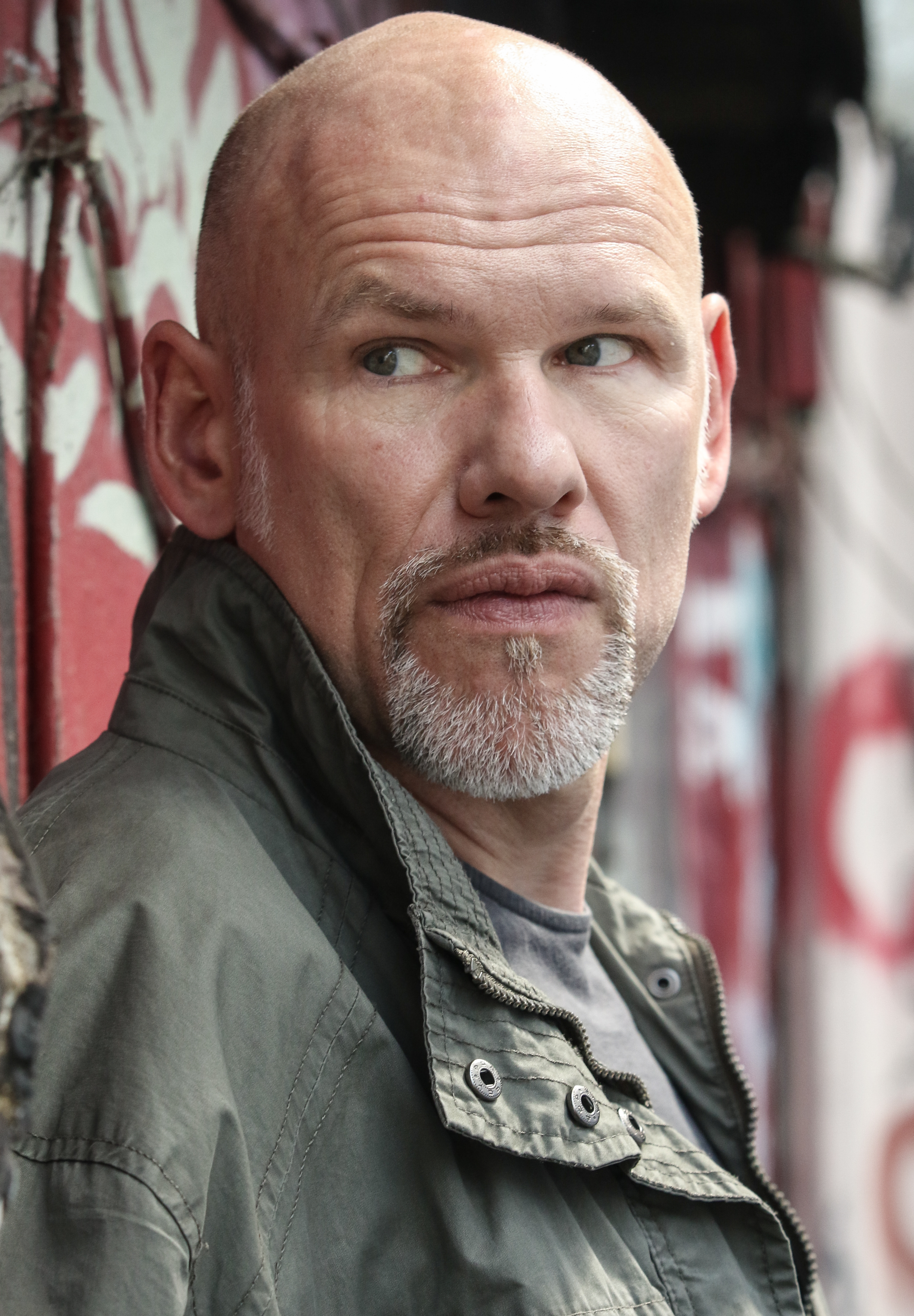
Torsten Hammann (2018)

Torsten Hammann (* 3. November 1965 in Hamburg) ist ein deutscher Schauspieler.

## Leben

### Privates
Torsten Hammann wuchs im Hamburger Stadtteil Wilhelmsburg auf. Sein Vater besaß eine Lascherei auf St. Pauli, wo er selbst zwei Jahre als Lascher arbeitete. Er lebt heute noch in Hamburg.
In den 1980/1990er Jahren war Hammann auch als Musiker aktiv. So war er Bandmitglied (Gitarre und Gesang) bei Calling Dead Red Roses und Cancer Barrack oder unterstützte Girls Under Glass als Begleitsänger auf dem Album Darius. Als Hammann erschien 1992 das Lied Belsazar auf dem Sampler 040 Hamburg Strikes Back! Darüber hinaus unterstützte er das Duo Wolfsheim bei der Produktion ihres gleichnamigen Demoalbums.

### Ausbildung und Theater
Seine Schauspielausbildung absolvierte er von 1992 bis 1995 an der Schule für Schauspiel Hamburg. Nach seiner Ausbildung gastierte er 1995 am Thalia Theater und am Ernst-Deutsch-Theater (Der Talisman, Regie: Hellmuth Matiasek).
Anschließend hatte er Theaterengagements an zahlreichen Hamburger Bühnen, ab 1996 zunächst am Schmidt’s Tivoli Theater, erst als Eddy in der Kino-Revue Oscar, später dann in der Musical-Version von Ein Sommernachtstraum. In der 50er-Jahre-Revue Fifty Fifty (1997) war unter der Regie von Corny Littmann der Conférencier. Außerdem spielte er 2003 die Rolle des Kjell Barne in der deutschsprachigen Erstaufführung des norwegischen Theatererfolgs Elling.
Er gastierte in dieser Zeit außerdem am Altonaer Theater (2002, als Lennie in Von Mäusen und Menschen), an den Hamburger Kammerspielen (2003) und an der Komödie Winterhuder Fährhaus (2004). Am Altonaer Theater verkörperte er in den Jahren 2004/05 den Geschworenen Nr. 6 in Rose/Budjuhns Bühnenstück Die zwölf Geschworenen. Im November 2008 wurde am Schmidts Tivoli Hammanns Krippenspiel Große Stadt, heilige Nacht unter dem Titel Stille Nacht 2008 uraufgeführt.
Ab 2010 gastierte er regelmäßig auch am St. Pauli Theater, wo er als Box-Hüne „Jochen der Rochen“ in Franz Wittenbrinks Liederabend Die Ritze debütierte. Von 2011 bis 2014 verkörperte er dort den Fleischer Lazar Wolf im Musical Anatevka.
Von 2011 bis 2017 spielte er am Schmidt Theater den Räuber Hotzenplotz in der gleichnamigen Musicaladaption des Kinderbuchklassikers. Großen Erfolg hatte er dort auch ab 2014 als Kaufmann Pfeffersack und Pirat im Familienmusical Der kleine Störtebeker. Im September 2015 debütierte er erfolgreich mit seinem selbstverfassten Solo-Stück „Komma rein hier!“ über den Koberer Oliver.
2023 hat er ein erneutes Engagement am St. Pauli Theater. In der von Ulrich Waller inszenierten Deutschlandpremiere von Daniel Kehlmanns Nebenan spielt er neben Oliver Mommsen und Stephan Grossmann Tresenhocker Micha.

### Film und Fernsehen
Seit Ende der 1990er Jahre stand Hammann für zahlreiche Kino- und Fernsehproduktionen vor der Kamera. Für das Kino arbeitete er u. a. mit Fatih Akin, Werner Herzog, Sönke Wortmann und Dennis Satin, Fernseharbeiten entstanden u. a. unter der Regie von Carl Schenkel, Thomas Nennstiel und Thorsten Näter.
Hammanns Rollen, die vom Gangster bis zu humorigen Charakteren reichten, beinhalteten zunächst auch zahlreiche Kleinrollen wie Arbeiter, Matrosen, Wirte, Bodyguards, Schleuser, Kioskverkäufer und Sicherheitsmänner, denen er individuelles Profil verlieh.
In der Comedyserie Alles Atze (2000–2001) war er Heiner Grothe, Ewalds schwer krimineller Sohn. Er spielte in Märchenfilmen mit, wo er einen Riesen und einen Wirt darstellte, hatte Gastrollen in den TV-Reihen Tatort und Wilsberg und spielte zahlreiche Episodenrollen in Fernsehserien wie Adelheid und ihre Mörder, Großstadtrevier, Heldt, Hubert und Staller und Dogs of Berlin.
In der 6. Staffel der ZDF-Serie SOKO Wismar (2009) stellte er einen tatverdächtigen und zwielichtigen Bau-Subunternehmer dar. In der 16. Staffel der Serie SOKO Wismar (2018) war er als tatverdächtiger Tätowierer René Mettlach zu sehen. In der 5. Staffel der TV-Serie Die Kanzlei (2020) übernahm er eine Episodenhauptrolle als vorbestrafter Ex-Häftling und tatverdächtiger Hamburger Kioskbesitzer. In der 12. Staffel der ZDF-Serie SOKO Köln (2020) spielte er den ausgebooteten Geschäftspartner und größten Konkurrenten eines erschlagenen Gebrauchtwagenhändlers.
Seit Frühjahr 2020 betreibt er mit TorstenHammannTV auf der Plattform Instagram einen eigenen Kanal im Bereich Social-Media-TV.

### Autor
Neben seiner Tätigkeit als Schauspieler ist Hammann auch immer wieder als Autor tätig. Zunächst schrieb er die Liedtexte für seine Dark-Wave-Band Cancer Barrack.
Später schrieb er dann auch immer wieder Bühnenstücke, die an verschiedenen Theatern aufgeführt wurden. Von 2008 bis 2010 lief sein Stück Große Stadt, heilige Nacht, das im Theaterverlag Whale Songs/Hartmann & Stauffacher erschien, am Schmidt’s Tivoli auf der Hamburger Reeperbahn. Danach folgte sein musikalisches Kammerspiel Komma rein hier, das ab 2015 für drei Jahre im Schmidtchen auf der Reeperbahn lief. 2022 folgte sein dystopisches Märchen Durst, das beim Jahrmarkttheater uraufgeführt wurde.

## Filmografie (Auswahl)
- 1997: Kalte Küsse (Fernsehfilm)
- 1997: Die Feuerengel: Die Neue (Fernsehserie, eine Folge)
- 1998: Helden und andere Feiglinge (Kinofilm)
- 1998: St. Pauli Nacht (Kinofilm)
- 1998: Höllische Nachbarn (Fernsehserie, eine Folge)
- 1998: Delta Team – Auftrag Geheim! (Fernsehserie, eine Folge)
- 1998: Die Cleveren (Fernsehserie, eine Folge)
- 1998: No Sex (Fernsehfilm)
- 1999: Die Pfefferkörner (Fernsehserie, eine Folge)
- 2000: Doppelter Einsatz: Wettlauf mit dem Tod (Fernsehserie, eine Folge)
- 2000: Im Juli (Kinofilm)
- 2000–2001: Alles Atze (Fernsehserie)
- 2001: Club der starken Frauen – Die rote Meile: Geld oder Liebe (Fernsehserie, eine Folge)
- 2001: Der Clown: Schwesterherz (Fernsehserie, eine Folge)
- 2001: Unbesiegbar (Kinofilm)
- 2002: Im Namen des Gesetzes: Schocktherapie (Fernsehserie, eine Folge)
- 2003: Adelheid und ihre Mörder: Ein Vogel names Otto (Fernsehserie, eine Folge)
- 2003: Großstadtrevier: Nichts geht mehr (Fernsehserie, eine Folge)
- 2004: Broti & Pacek – Irgendwas ist immer: Das Buch des Lebens (Fernsehserie, eine Folge)
- 2007: Die Aufschneider (Kinofilm)
- 2007: Die Schatzinsel (Kinofilm)
- 2008: Das tapfere Schneiderlein (Fernsehfilm)
- 2009: Frauen wollen mehr (Fernsehfilm)
- 2009: SOKO Wismar: Eigenheim (Fernsehserie, eine Folge)
- 2010: Großstadtrevier: Bretter, die die Welt bedeuten (Fernsehserie, eine Folge)
- 2011: Da kommt Kalle: Fischers Fritz (Fernsehserie, eine Folge)
- 2013: Morden im Norden: Der Pudelkaiser (Fernsehserie, eine Folge)
- 2015: Tatort: Borowski und der Himmel über Kiel (Fernsehreihe)
- 2015: Hans im Glück (Fernsehfilm)
- 2015: Heldt: Hängen im Schacht (Fernsehserie, eine Folge)
- 2015: Wilsberg: Bittere Pillen (Fernsehreihe)
- 2015–2016: Sibel & Max (Fernsehserie)
- 2016: Hubert und Staller: Fahr zur Hölle (Fernsehserie, eine Folge)
- 2017: Simpel (Kinofilm)
- 2017: Matula (Fernsehfilm)
- 2018: SOKO Wismar: Tattoo-Tod (Fernsehserie, eine Folge)
- 2018: Großstadtrevier: Pauls Abschied (Fernsehserie, eine Folge)
- 2018: Dogs of Berlin (Netflix-Serie)
- 2019: True Story (Fernsehserie)
- 2020: Sarah Kohr – Teufelsmoor (Fernsehreihe)
- 2020: Die Kanzlei: Ein falsches Bild (Fernsehserie, eine Folge)
- 2020: SOKO Köln: Liebesgrüße aus Dellbrück (Fernsehserie, eine Folge)
- 2020: Das Geheimnis des Totenwaldes (Fernsehfilm)
- 2021: SOKO Wismar: Seemannsgarn (Fernsehserie, eine Folge)
- 2024: Morden im Norden: Der Trupp (Fernsehserie, eine Folge)
- 2024: Großstadtrevier: Vendetta (Fernsehserie, eine Folge)

## Theater (Auswahl)
- 1994–1996: Hamburger Jedermann (Theater in der Speicherstadt)[26]
- 1995: Der Talismann (Ernst Deutsch Theater)
- 2003: Elling (Schmidt Theater)
- 2005: Die zwölf Geschworenen (Altonaer Theater)
- 2010: Die Ritze (St. Pauli Theater)
- 2012–2013: Anatevka (St. Pauli Theater)
- 2015–2017 Komma rein hier (Schmidt Theater)
- 2022: Durst (Jahrmarkttheater)
- 2023: Der kleine Störtebeker (Schmidt Theater)
- 2023: Nebenan (St. Pauli Theater)